# Malus sargentii
Il Malus sargentii (Rehder, 1903) è un arbusto originario del Giappone.

## Zone di coltivazione
In Europa si trovano esemplari in: Belgio, Danimarca, Estonia, Germania, Lettonia, Lussemburgo, Norvegia, Regno Unito, Spagna, Svezia.
Nel resto del mondo si trovano esemplari di questa specie in: Afganistan, Canada, Cina, Corea, Russia e Stati Uniti.

## Aspetto
Il Malus sargentii è un arbusto caduco che può raggiungere i 5 m di altezza e altrettanti di diametro, a portamento espanso, spinoso, con fiori a forma di coppa riuniti in infiorescenze di colore bianco brillante.
I frutti di forma globulare sono simili a bacche di colore rosso intenso; le foglie sono di forma ovale, talvolta lobate, di colore verde scuro.

## Fioritura
Tra marzo e luglio nell'emisfero settentrionale.

## Picco di maturazione
Tra agosto e ottobre.

## Coltivazione
Adatto a tutti i tipi di terreno, ad eccezione di quelli soggetti a ristagno idrico, e predilige zone ad ombreggiamento moderato. Può risultare sensibile al fuoco batterico. Perfetto per piccoli giardini, da utilizzare come siepe o in esemplari singoli.

## Propagazione
Si propaga per talea a fine estate o per innesto in inverno.